# Isaad Younis
Isaad Youni (tiếng Ả Rập: إسعاد امد يونس جمال الدي; sinh ngày 12 tháng 4 năm 1950) là một nữ diễn viên, nhà sản xuất phim, người dẫn chương trình truyền hình và là tác giả kịch bản 

## Tiểu sử
Isaad Youni sinh ra ở Cairo, Ai Cập năm 1950. Cha bà là một trong những sĩ quan cảnh sát không quân tham gia cuộc cách mạng Ai Cập tháng 7 năm 1952, tuy nhiên, ông trở thành một nhà báo ở Rose al-Yūsuf.
Sau khi học xong trung học, Isaad học ngành du lịch và tốt nghiệp năm 1972. Sau đó, bà bắt đầu làm người dẫn chương trình phát thanh và sau đó trở thành một nữ diễn viên truyện tranh nổi tiếng, nhưng cũng đóng vai chính trong một số vai diễn đáng chú ý. Thêm vào đó, Isaad trở thành nhà sản xuất và phân phối phim thành công, với mục đích làm sống lại thời kỳ hoàng kim của điện ảnh Ai Cập. Bà cũng, trở thành một người dẫn chương trình truyền hình và đài phát thanh, tác giả và nhà viết kịch bản.

## Cuộc sống cá nhân
Isaad đã kết hôn với nam diễn viên "Nabil el Hagrasy" và họ có một cô con gái tên là Nourhan, nhưng họ đã ly hôn sau một thời gian ngắn. Vào những năm 1980, Isaad Youni kết hôn với một doanh nhân người Jordan, Al Al El Khawaja, và có được con trai là Omar phe. Sau đó, Alaa El Khawaja, đã kết hôn với người bạn thân nhất của Isaad và nữ diễn viên “ Sherihan ”. Và, ông có hai cô con gái cùng bả. Tất cả họ sống cùng nhau như một gia đình, đặc biệt là sau cuộc chiến với căn bệnh ung thư của Sherihan.

## Sự nghiệp
Isaad bắt đầu cuộc đời sự nghiệp của mình bằng cách làm người dẫn chương trình phát thanh trong "Đài phát thanh Trung Đông" và bà cũng đam mê diễn xuất và viết lách. Vì vậy, bà bắt đầu nhận vai trong một số bộ phim và cũng bắt đầu viết. Bà bắt đầu sự nghiệp diễn xuất vào những năm 1970, khi bà bắt đầu bằng những vai nhỏ trong một số bộ phim và phim truyền hình, như: Chuyện ana wa ebnaty wa el hob,, donia lama telef,, el el merayat,, do doa el mazlomeen, và mead ma3 soosoo. Bà đã đảm nhận một trong những vai diễn hay nhất của mình vào năm 1977, trong bộ phim truyền hình "hekayet mezzo với các ngôi sao" Samir Ghanem và Fardos Abdel Hameed "và nó được đạo diễn bởi Mohamed Abaza..
Năm 1979, Isaad đóng vai trò chính trong vở kịch al al dokhol b malabes rasmeyaiêu, với sự tham gia của Abubakr Ezzat và Soher Al Bossible và đạo diễn bởi el Sayed Radi. Ngoài ra, bà đã diễn cùng với Adel Emam và Abdel Moneim Madbouly trong phim: ehna betoe el autobis, đạo diễn bởi Hussein Kamal. Vào đầu những năm 1980, Isaad tiếp tục tham gia rất nhiều bộ phim cùng với những ngôi sao rất thành công.
Hơn nữa, vào năm 1985, Isaad đã viết cốt truyện và kịch bản của bộ phim Ngôi sao điện ảnh và bà cũng diễn xuất trong bộ phim này cùng với các ngôi sao; Mahmoud Abdel Aziz và Maha Aboouf và nó được đạo diễn bởi Omar Abdul-Aziz. Bà cũng đã viết cốt truyện của loạt phim truyền hình là Bake Bakeeza và Zaghloul, và đảm nhận vai chính cùng với Soher Al Bossible. Đó là một bộ phim hài về hai người phụ nữ thuộc các tầng lớp xã hội khác nhau phải sống cùng nhau và nó đã trở nên nổi tiếng và thành công vào thời điểm đó. Vào cuối những năm 1980, bà tham gia rất nhiều bộ phim thành công, tuy nhiên, vào những năm 1990, Isaad không nhận được nhiều vai diễn phù hợp với thành công và tài năng của bà khi điện ảnh Ai Cập lúc đó đang suy giảm, nhưng bà đã đảm nhận một số vai diễn trong một vài bộ phim.
Năm 2000, Isaad Youni bắt đầu công ty sản xuất phim của riêng mình: "Công ty sản xuất và phân phối điện ảnh Ả Rập, nhằm giúp phát triển điện ảnh Ai Cập. Bà đã có thể sản xuất và phân phối hàng chục bộ phim và phim truyền hình thành công. Trong những năm 2000, Isaad đã đóng một vài bộ phim; el alam etahedo,, a aamam el Sadat,, tòa nhà Yacoubian (phim),zahaymer và bedon zekr asmaa, nhưng tập trung nhiều hơn vào sản xuất phim. Ngày nay, Isaad Youni viết một bài báo hàng tuần trên tờ Youm7 và bà tổ chức chương trình / chương trình truyền hình của mình, Sah Sahat al saada, trên " Trung tâm phát sóng thủ đô " - kênh CBC. Năm 2016, bà đã viết một cuốn sách tên là Zay mabeyolak keda, và bà cũng trình bày một chương trình phát thanh về cuốn sách của mình, trong đó có những câu chuyện về những điều kỳ lạ mà người Ai Cập làm.

## Tác phẩm
istkalet alara zara
Demoe bela khataya
Ghash mashakel
Mekhemardayman gahez
shaaban taht otherfr
meen yeganen meen
Omahat f el manfa
khamsa f el gaheem
Hassan Beh el ghalban
el kefl
arosa w goz ersan
maganen edanan gedaan bab shereya
el avocato
masood sa leh
el motasawel
el mũi el baad
ghareeb walad ageeb
sahtea el haz b
ban eblees
el mahzooz
yarab walad
hamon tabonet
asal el hob mor
meghawry f el koleya
donya allah
thai nhi darb el assal
nas haysa w nas laysa
emraa f el segn
mohakamet ali baba
al magnoon
el sayeda w harama
nos ana nos enti
lelet el abd ala bakeeza w zaghlool
aela moshagheba gedan
bakeeza w zaghlool
el wad sayed el nassab
dommoe ala el tareek
ela mahroos
el hob el katel sahbak mn bakhtak ghar
w entkam belsatoor
inzar bel katl
abo el dahab
omaret yacobian
zahaymar
ayam el sadat
ya vương giả el alam etahedo
bedoon zekr 
balo balo
asmaa al sokoot 
bia sabea
hekayet mezzo
goha yahkom al madeena
al dokhool bmalabes al rasmeya
aroosa teganen
sahebat el saada
zay mabaolak keda 